# Ідентичність і демократія
Ідентичність і демократія (фр. Identité et démocratie, ID) — ультраправа політична група в Європейському парламенті, утворена 13 червня 2019 року (дев'ятий термін Європейського парламенту). До її складу входять націоналістичні, народницькі та євроскептичні національні партії дев'яти європейських країн. Вона є правонаступницею групи «Європа націй та свободи», утвореної у восьмий термін.

## Історія
12 червня 2019 року було оголошено, що «Європа націй і свободи» (ЄНС) буде названа у наступному скликанні «Ідентичність та демократія» (ІД) і включатиме Північну лігу Італії (LN), Французьке Національне об'єднання (RN) та Альтернативу для Німеччини як учасників. Партія Істинних фінів також є членом групи. Депутат Європарламенту від парламенту Марко Занні був оголошений новим головою партії. Партія, що складається з 73 членів Європарламенту, була створена в Брюсселі лідером РН Марін Ле Пен 13 червня 2019 року.
Голландська партія за свободу (PVV) не змогла забезпечити жодного місця на виборах. Лідер партії Герт Вілдерс заявив про намір, як тільки відбудеться Brexit, узгодити PVV з ідентифікатором, за умови підтвердження розподілу після Brexit Європейською радою.

## Ідеологія
Група називає своїми основними цілями: створення робочих місць та зростання, підвищення безпеки, припинення нелегальної імміграції та боротьба з бюрократією ЄС. Політичні коментатори по-різному характеризували Ідентичність та Демократію як націоналістичну, праву популістську та євроскептичну, хоча партія підкреслює себе як сувереністську, на відміну від «антиєвропейської».

## Сторони-члени
У партії посвідчення особи Європейського парламенту є такі партії:
| Країна            | Національна партія                                                              | Європейська партія | Європейська партія       | Євродепутати |
| ----------------- | ------------------------------------------------------------------------------- | ------------------ | ------------------------ | ------------ |
| Австрія           | Партія свободи Австрії Freiheitliche Partei Österreichs (FPÖ)                   |                    | Партія посвідчення особи | 3 / 18       |
| Бельгія           | Фламандський інтерес Vlaams Belang (VB)                                         | ID Party           |                          | 3 / 21       |
| Чехія             | Freedom and Direct Democracy Svoboda a přímá demokracie (SPD)                   | ID Party           |                          | 2 / 21       |
| Данія             | Danish People's Party Dansk Folkeparti (DF)                                     |                    |                          | 1 / 13       |
| Естонія           | Conservative People's Party of Estonia Eesti Konservatiivne Rahvaerakond (EKRE) | ID Party           |                          | 1 / 6        |
| Фінляндія         | Finns Party Perussuomalaiset (PS)                                               |                    |                          | 2 / 13       |
| Франція           | National Rally Rassemblement national (RN)                                      | ID Party           |                          | 20 / 74      |
| Франція           | Jean-Paul Garraud (Independent)                                                 |                    | Independent              | 1 / 74       |
| Франція           | Thierry Mariani (Independent)                                                   |                    | Independent              | 1 / 74       |
| Німеччина         | Альтернатива для Німеччини Alternative für Deutschland (AfD)                    |                    |                          | 11 / 96      |
| Ліга Півночі      |                                                                                 | ID Party           |                          | 28 / 73      |
| Європейський Союз | Total                                                                           | Total              | Total                    | 73 / 751     |

## Лідерство
- Голова: Марко Занні